# La Revancha del Tango
La Revancha del Tango é o primeiro álbum do grupo musical Gotan Project, lançado em 2001.

## Faixas
1. "Queremos Paz" - 5:16
2. "Epoca" - 5:41
3. "Chunga's Revenge" - 4:56
4. "Tríptico" - 10:41
5. "Santa Maria (Del Buen Ayre)" - 5:57
6. "Una Música Brutal" - 4:34
7. "El Capitalismo Foráneo" - 6:12
8. "Last Tango in Paris" - 5:38
9. "La del Ruso" - 6:32
10. "Vuelvo al Sur" - 6:57